# Szent Ágoston-templom
A Szent Ágoston-templom Pécs egyik katolikus temploma.

## Története

### Középkor
1999-ben, a templom körüli tér rendezésekor, majd 2009-ben, az Európa Kulturális Fővárosa-projekt keretében ásatásokat végeztek, melyből többek között kiderült, hogy a területen a 12. században temető volt található. Az ásatások a jelenlegi templomtól keletre feltárták a középkori Szent Miklós-templomot. A templom feltehetően az 1130-as években épült, melyet az Ágoston-rendi szerzetesek a 13. században kaptak meg. Ezt a templomot a 14. században lebontották és helyére új, gótikus stílusú templomot építettek síkmennyezetes hajóval, boltozott kórussal. A templom magassága 30 láb (11,4 m) volt. Később az északi oldalon megépült a kolostor zárt udvarral és kerengővel, az udvarban kúttal. Feltehetően itt működött a rend főiskolája. A törökök a város eleste után eleinte mecsetként használták, majd 1620 után lebontották. Köveiből épült az a mecset, amiből később a mai Szent Ágoston-templomot építették. A Szent Miklós-templom romjai az EKF-projekt során bemutatásra kerültek, mely szabadon látogatható.

### Török kor
A templomot a törökök lebontották, és köveiből a közelben dzsámi vagy mecset épült, melynek szamárhátíves ablakai részben ma is láthatóak a déli falban.

### Ágoston rendi idők
A török kiűzése után, 1710-ben telepedtek le ágostonrendi szerzetesek. A rendház a mai plébánia területén épült, a templomot a dzsámi maradványaiból építették. A templom 1750-ben leégett. 1912-ben alakították át eklektikus stílusúvá.
A templom egyhajós, oltára a 18. századból származik, festményei nagyrészt az 1930-as években készültek (Gebauer Ernő, Gádor Emil, Szelle Stefán Henrik által).
A templomnak 1889-ből származó Angster-orgonája van. A 28 méteres templomtoronyban 3 harang van, a nagyharang 1828-ban, a közép- és lélekharang 1929-ben készült. 2004 szeptembere óta a templom toronyórája bányászritmusra íródott zenés játékot ad.